# Nick Stöpler
Nick Stöpler (Arnhem, 22 november 1990) is bondscoach baanwielrennen duur van Nederland (2022- heden). Daarnaast is hij  voormalig Nederlands wielrenner. Zijn carrière liep van 2009-2019
In 2006 begon Stöpler als junior serieus met wielrennen, en bleek dat hij talent had als baanwielrenner. Dat jaar en het daaropvolgende werd hij aan de zijde van Michael Vingerling Nederlands kampioen junioren in de ploegkoers. Vanaf 2008 stapte hij over naar de categorie beloften, maar zijn nationale kampioenschappen reed hij bij de profs. Dit resulteerde in 2009 in een nationale titel in de ploegkoers.  In 2010 was zijn grootste resultaat een 3de plaats in de wereldbeker van Melbourne samen met Peter Schep. In 2011 kreeg hij een contract voor het Ubbink-Koga Cycling Team. 
Op het Europees kampioenschap voor beloften 2011 te Anadia werd hij 2e in de puntenkoers achter Elia Viviani en samen met Yoeri Havik werd hij 3de tijdens de ploegkoers. Hierna zou hij Havik zijn vaste partner worden in de koppelkoers. Later dat seizoen wonnen ze de Zesdaagse van Brabant.
In de opeenvolgende jaren stond hij meermaals op het podium tijdens zesdaagsen, waaronder in Amsterdam, Rotterdam en Berlijn. 

In 2012 kwam Stöpler zwaar ten val tijdens de zesdaags in Ahoy met een quadricepspees ruptuur als gevolg. Hierdoor miste hij het wielerseizoen in 2012 waaronder de Olympische spelen in Londen. 
Sinds 2016 is Stöpler regelmatig te horen als wielercommentator bij de zender Eurosport. 

## Overwinningen

### Baan
| Jaar | NK                         | EK                                       | WK | Overige                                            |
| ---- | -------------------------- | ---------------------------------------- | -- | -------------------------------------------------- |
| 2008 | Ploegkoers                 |                                          |    |                                                    |
| 2009 | Ploegkoers                 |                                          |    |                                                    |
| 2010 | Puntenkoers                |                                          |    | WB Melbourne: 3e Ploegkoers                        |
| 2011 | Puntenkoers, Achtervolging | Onder 23 jaar · puntenkoers · ploegkoers |    | 1e 6daagse Tilburg 3e Zesdaagse van Amsterdam      |
| 2012 | 50KM                       |                                          |    |                                                    |
| 2013 | Scratch                    |                                          |    | 1e Melbourne Ploegkoers 3e Zesdaagse van Rotterdam |
| 2014 | 50Km, Achtervolging        |                                          |    | 3e Zesdaagse van Amsterdam                         |
| 2015 | Ploegkoers                 |                                          |    |                                                    |
| 2016 | Ploegkoers                 |                                          |    | 3e Zesdaagse van Berlijn                           |